# Scandia gigas
Scandia gigas är en nässeldjursart som först beskrevs av Pieper 1884.  Scandia gigas ingår i släktet Scandia och familjen Hebellidae. Inga underarter finns listade i Catalogue of Life.